# Жиль Лелуш
Жиль Лелу́ш (фр. Gilles Lellouche, фр. вимова: [ʒil ləluʃ]; нар. 5 липня 1972, Кан, Кальвадос, Франція) — французький актор, режисер і сценарист. Почав свою кар'єру як режисер, знявся у більше ніж 50 фільмах.

## Фільмографія
Актор
- 2001: Моя дружина акторка (Ma femme est une actrice) — поліцейський
- 2002: Мій кумир (Mon Idole) — Данієль Бенар
- 2003: Закохайся в мене, якщо наважишся (Jeux d'enfants) — футболіст, чоловік Софі
- 2005: Кохання в повітрі (Ma vie en l'air) — Людовик, «Людо» (2006, Премія «Сезар» найперспективнішому акторові)
- 2006: Не кажи нікому (Ne le dis à personne) — Бруно
- 2008: Ворог держави № 1 (Mesrine) — Поль
- 2010: Три години на втечу (À bout portant) — Самуель
- 2010: Неймовірні пригоди Адель Блан-Сек (Les Aventures extraordinaires d'Adèle Blanc-Sec) — інспектор Леонс Капоні
- 2010: Маленькі секрети (Les Petits Mouchoirs) — Ерік
- 2012: Право на «Ліво» (Les infideles) — Ґреґ / Ніколя / Бернар / Антоні / Ерік
- 2017: 1+1=Весілля (Le sens de la fête) — Джеймс
- 2017: Рок-н-рол (Rock'n Roll) — Жиль Лелуш
- 2018: Опіканець (Pupille) — Жан
- 2022: Прощайте, месье Гаффманн (Adieu monsieur Haffmann) — Франсуа Мерсьє
- 2023: Астерікс і Обелікс: Шовковий шлях ( Astérix et Obélix : L'Empire du Milieu) — Обелікс

Режисер
- 2018: Щасливі невдахи / Le Grand Bain